# Ратке, Вольфганг
Вольфганг Ратке (Ратихий) (нем. Wolfgang Ratke, 18 октября 1571, Вильстер — 27 апреля 1635, Эрфурт) — немецкий педагог.

## Биография
Родился в городе Вильстер недалеко от Гамбурга, где окончил гимназию. Закончил лютеранский университет в Ростоке, где изучал теологию и философию. Однако его интересы очень скоро сосредоточились на изучении иностранных языков и совершенствовании методов обучения им. Он стремился сделать обучение иностранным языкам лёгким и приятным для учащихся. От методов обучения иностранным языкам В. Ратке перешёл к общим вопросам организации школьного дела и дидактики, высказывая нередко соображения социально-политического характера.
В 1612 г. во Франкфурте-на-Майне, где он тогда жил, В. Ратке обратился к съезду немецких князей и представителям местного городского магистрата с получившим широкую известность в разных германских княжествах «Франкфуртским мемориалом» (памятной запиской), в котором изложил свои реформаторские замыслы, касавшиеся школьного дела и даже проблем религиозной и политической жизни всех немецких государств того времени. «В своём „Мемориале“ В. Ратке выделил три группы вопросов: реформа обучения в школе языкам, реформа всего школьного дела, реформа политической и религиозной жизни в Германии в целом».

## Общие педагогические идеи
Дидактические идеи носили в целом материалистический характер. Впервые употребил термин «Дидактика». Считал, что разум ребёнка — чистая доска, на которой можно написать то, что необходимо. Процесс познания, по его мнению, состоит из 2 ступеней: восприятия предметов и явлений внешнего мира и умственной переработки этих явлений. В обучении необходимо опираться на индукцию и опыт. Подчёркивал необходимость педагогических знаний для каждого человека как условие счастливого существования. Был поборником звукового метода обучения грамоте на родном языке. Стремился к распространению школ для народа. Ратовал за начальное обучение на родном языке. Основа обучения — религия, но выступал против монопольного права церкви открывать школы. Много внимания уделял методической и дидактической подготовке учителей. Учителям должно быть обеспечено хорошее материальное и общественное положение. Государство и родители обязаны заботиться о поддержании авторитета учителей.
Ратке создал новую науку — методологию образования. Он установил критерии, по которым следовало строить научные педагогические исследования и определять содержание образования. Он расширил предмет дидактики как науки о формировании личности.

## Дидактические принципы
Сенсуализм гносеологических воззрений определил разработанные им дидактические принципы:
1. Принцип природосообразности — обучение должно протекать в соответствии с ходом природы, не нарушая его.
2. Обучение должно быть последовательным, нельзя одновременно изучать разные вещи.
3. Следует постоянно использовать повторение.
4. Обучение должно вестись без принуждения.
5. Заучивать ученики должны только то, что ими понято.
6. В обучении следует идти от частного к общему[6].

Большинство правил обучения, сформулированных Ратке, близки к дидактическим принципам обучения Я. А. Коменского, которые тот выдвинул и обосновал почти одновременно с Ратке.

## Труды
- «Мемориал»